# Justicia rothschuhii
Justicia rothschuhii är en akantusväxtart som först beskrevs av Gustav Lindau, och fick sitt nu gällande namn av Durkee. Justicia rothschuhii ingår i släktet Justicia och familjen akantusväxter. Inga underarter finns listade i Catalogue of Life.